# Île Dolgui
L'île Dolgui (en russe : остров До́лгий, littéralement « île longue ») est une île de la mer de Barents, située à l'est de la baie de Khaïpoudyr. Longue et étroite, l'île mesure 38 km de long pour une largeur moyenne de 2,8 km. Orientée nord-ouest à sud-est, elle est entourée à chaque extrémités de plusieurs îles plus petites, l'île Matveïev au nord et les îles Bolchoï Zelenets et Maly Zelenets au sud, ces îles sont la prolongation d'une même structure sous-marine.
La pointe sud de l'île Dolgui n'est distante que de 12 km du continent. L'île appartient administrativement au district autonome de Nénétsie, l'un des okroug de l'oblast d'Arkhangelsk au nord de la Russie.
L'île ne doit pas être confondu avec d'autres îles surnommées « Dolgui », dont l'une est également située dans la mer de Barents dans une baie au sud-est de Khodovarikha et l'autre en Carélie. L'île Dikson était auparavant connue sous le nom d'île.

## Histoire
L'explorateur Stepan Malyguine réalise un voyage à partir de l'île Dolgui en 1736-1737. Deux navires composent cette expédition, le Pervy commandé par Malyguine et le Vtoroï commandé par le capitaine Alexeï Skouratov. Après avoir pénétré dans la mer de Kara alors très mal connue, ils se dirigent en direction du golfe de l'Ob.
Malyguine prendra des notes sur ses observations réalisées sur la côte arctique russe encore en grande partie inexplorée. Ces observations lui permettent de dresser la première carte relativement précise des côtes arctiques entre la Petchora et l'Ob.